# Nikolaj Mihajlov (labdarúgó)
Nikolaj Mihajlov (bolgárul: Николай Михайлов; Szófia, 1988. június 28.) bolgár labdarúgó, jelenleg az FC Twente és a bolgár válogatott kapusa. Édesapja – akinek édesapja és maga is a nemzet hálóőre volt – Boriszlav Mihajlov birtokolja a legtöbb nemzeti válogatottságot, valamint ő a Bolgár labdarúgó-szövetség elnöke.

## Pályafutás

### Twente

#### A válogatottban
Mihajlov 2006 május 11-én, csereként szerepelt először a felnőtt bolgár labdarúgó-válogatottban Japán ellen. Kezdő kapusként 2009. augusztus 12-én állt pályára egy 1–0-ra megnyert, Lettország elleni barátságos mérkőzésen.
A 2010-es vb-selejtezők 10 meccséből Mihajlov 2 meccsen játszott, az utolsón kezdőként, az előtte lévőn pedig Dimitar Ivankovot váltotta a kapuban. A csapat a harmadik helyen végzett a csoportban, így nem jutottak ki a vb-re.
Mihajlov alapemberré vált a válogatottban, s az új szövetségi kapitány, Lothar Matthäus érkezésével az is maradt. A 2012-es Eb-selejtezőn mind a 10 meccsen ő védett, viszont Bulgária csoportjuk utolsó helyén végzett.

## Díjak, elismerések

### Csapatban
Levszki Szófia
- Bolgár bajnok (2): 2005–06, 2006–07
- Bolgár kupagyőztes (1): 2004–05
- Bolgár szuperkupa győztes (1): 2005

Twente
- Holland bajnok (1): 2009–10
- Holland kupagyőztes (1): 2010–11
- Holland szuperkupa győztes (2): 2010, 2011

### Egyéni teljesítmény alapján
- Az év bolgár labdarúgója (1): 2011

## Statisztika
Utolsó elszámolt mérkőzés: 2011. december 22.
| Klub                | Szezon    | A PFG          | A PFG          | Bolgár Kupa | Bolgár Kupa | —        | —        | UEFA  | UEFA | Egyéb | Egyéb | Összesen | Összesen |
| Klub                | Szezon    | Meccs          | Gól            | Meccs       | Gól         | Meccs    | Gól      | Meccs | Gól  | Meccs | Gól   | Meccs    | Gól      |
| ------------------- | --------- | -------------- | -------------- | ----------- | ----------- | -------- | -------- | ----- | ---- | ----- | ----- | -------- | -------- |
| Levszki Szófia      | 2004–05   | 1              | 0              | 1           | 0           | —        | —        | 0     | 0    | —     | —     | 1        | 0        |
| Levszki Szófia      | 2005–06   | 6              | 0              | 0           | 0           | —        | —        | 1     | 0    | 0     | 0     | 7        | 0        |
| Levszki Szófia      | 2006–07   | 5              | 0              | 0           | 0           | —        | —        | 1     | 0    | 0     | 0     | 6        | 0        |
| Levszki összes      | 2004–2007 | 12             | 0              | 1           | 0           | —        | —        | 2     | 0    | —     | —     | 15       | 0        |
| Klub                | Szezon    | Premier League | Premier League | FA-kupa     | FA-kupa     | Ligakupa | Ligakupa | UEFA  | UEFA | Egyéb | Egyéb | Összesen | Összesen |
| Klub                | Szezon    | Meccs          | Gól            | Meccs       | Gól         | Meccs    | Gól      | Meccs | Gól  | Meccs | Gól   | Meccs    | Gól      |
| Liverpool           | 2007–08   | 0              | 0              | 0           | 0           | 0        | 0        | 0     | 0    | —     | —     | 0        | 0        |
| Klub                | Szezon    | Eredivisie     | Eredivisie     | KNVB-kupa   | KNVB-kupa   | —        | —        | UEFA  | UEFA | Egyéb | Egyéb | Összesen | Összesen |
| Klub                | Szezon    | Meccs          | Gól            | Meccs       | Gól         | Meccs    | Gól      | Meccs | Gól  | Meccs | Gól   | Meccs    | Gól      |
| Twente (kölcsönben) | 2007–08   | 0              | 0              | 0           | 0           | —        | —        | 0     | 0    | —     | —     | 0        | 0        |
| Twente (kölcsönben) | 2008–09   | 6              | 0              | 0           | 0           | —        | —        | 1     | 0    | —     | —     | 7        | 0        |
| Twente (kölcsönben) | 2009–10   | 0              | 0              | 3           | 0           | —        | —        | 2     | 0    | —     | —     | 5        | 0        |
| Twente              | 2010–11   | 31             | 0              | 1           | 0           | —        | —        | 5+5   | 0+0  | 1     | 0     | 43       | 0        |
| Twente              | 2011–12   | 14             | 0              | 1           | 0           | —        | —        | 4+3   | 0+0  | 1     | 0     | 23       | 0        |
| Twente összes       | 2007–     | 51             | 0              | 5           | 0           | —        | —        | 20    | 0    | 2     | 0     | 78       | 0        |
| Összesen            | 2004–     | 63             | 0              | 6           | 0           | 0        | 0        | 22    | 0    | 2     | 0     | 93       | 0        |

## Külső hivatkozások
- Mihajlov adatlapja a Twente oldalán Archiválva 2011. december 31-i dátummal a Wayback Machine-ben
- Nikolaj Mihajlov hivatalos oldala Archiválva 2012. november 23-i dátummal a Wayback Machine-ben
- Nikolaj Mihajlov pályafutásának statisztikái a Soccerbase oldalon (angolul)